# LGエレクトロニクス
LGエレクトロニクス（ハングル: 엘지 전자; RR: Elji Jeonja）は、韓国のソウル市に本社を置き、テレビ、生活家電、エアコン、モニター、サービスロボット、車載用機器などを製造するLGグループ傘下の多国籍企業である。

## 概要

金星社のロゴ

LGエレクトロニクスは1958年、株式会社金星社（英: Goldstar Co., Ltd, 朝: 주식회사 금성사）として創業。1995年にLG電子に社名変更した。2008年6月には韓国や中国・台湾 以外の社名を、LGエレクトロニクスに変更した。世界各国に110拠点を展開している多国籍企業であり、韓国内32,250人、国外93,000人の従業員を抱えている。韓国企業の中では家電・エレクトロニクス分野において、サムスン電子に次ぐ世界的メーカーである。テレビや白物家電などで世界トップシェアを誇る。

## 沿革
- 1958年 - 金星社設立。GOLDSTARブランドを使用
- 1959年 - 真空管ラジオ、韓国初生産
- 1962年 - 電話機を韓国初生産
- 1965年 - 冷蔵庫を韓国初生産
- 1966年 - 白黒テレビ、韓国初生産
- 1968年
  - エアコン、韓国初生産
  - 初の海外支社のニューヨーク支社開設
- 1969年 - 洗濯機、韓国初生産
- 1970年 - 韓国業界初の株式市場上場
- 1977年 - 売上高が1000億ウォン突破
- 1978年 - 韓国電子業界初となる輸出1億ドルを突破
- 1981年
  - 米国に販売法人（LGEUS）を設立
  - 韓国初の海外生産法人（LGEAI）を設立
- 1984年 - 売上高1兆ウォン突破
- 1991年 - 韓国初 家電輸出20億ドル突破
- 1992年 - 金星部品合併
- 1995年
  - 金星通信合併
  - グループ名変更に伴い、社名をLG電子へ改称
  - 米国のZenith社を買収
- 1996年 - 跳躍2005宣布…第2創立記念日制定
- 1997年 - 世界初 デジタルテレビ受信用IC開発
- 1998年 - 事業構造調整強化
- 1999年
  - 世界初60インチのプラズマ・テレビを開発
  - LG LCD外資誘致
  - デジタルLG Vision宣布
- 2000年
  - LG情報通信と合併
  - 光ディスクドライブ事業を日立製作所と合弁し、日立LGデータストレージを設立
- 2001年
  - ブラウン管製造をオランダのフィリップス社との合弁へ移行
  - 液晶パネルでも合弁、会社名を LGフィリップスLCD (LG-Philips LCD) に変更
- 2002年 - 持ち株会社制に移行
- 2003年 - 世界最大PDP2機ライン構築
- 2005年 - 親会社の一部門がGSグループとして系列分離
- 2006年 - NTTドコモ SIMPURE L にて日本携帯電話市場に上陸
- 2008年
  - 日本国内の携帯電話としては、通信速度が最も速い（2007年11月1日当時）L705iXを発売
  - 3月3日 - フィリップスとの合弁会社名をLGディスプレイ (LG Display Co., Ltd.) に変更[7]
  - 6月1日 - 韓国及び中国・台湾以外の国々の社名をLGエレクトロニクス (LG Electronics) に変更し、また日本法人名をLG電子ジャパンからLGエレクトロニクス・ジャパン (LG Electronics Japan) に変更[8]
- 2010年11月4日 - 日本市場で薄型テレビ（INFINIA）を発売

## 代表的な製品

### 有機ELテレビ
2020年の有機ELテレビの世界シェアは、7年連続1位。

### PCモニター
有機ELモニター/4Kモニター/21:9のウルトラワイドモニター等、特徴的な製品を販売している。
2020年4Kモニターは、日本シェアは5年連続1位、世界シェアも4年連続1位である。
2014年の液晶モニターの販売台数世界シェアは4位で9.6%であった。

### 携帯電話
世界携帯電話市場の占有率の世界シェアでは、2010年度はLGエレクトロニクスは世界3位である。CDMAでは世界シェア1位。
2010年代後半には、他社製品に圧されて収益が悪化。2020年4月 - 6月期まで21期（5年）連続で営業赤字を出した。
2020年時点の主力市場は北米市場で販売台数の約6割を占めている。
2021年4月5日、事業の不振を理由に同年7月31日をもって携帯電話事業から撤退することを発表した。1995年から続いた携帯電話事業の歴史に幕を下ろすこととなった。

### 白物家電
LGエレクトロニクスの白物家電の中でもエアコンの世界シェアは7年連続の世界シェア1位となった。LGエレクトロニクスの家電部門の2007年の営業利益率は6.1%。サムスン電子と激しいシェア争いを行っており、2014年には告訴合戦に至った。

### パソコン用光学ドライブ
2007年8月には、日立LGデータストレージ（日立製作所と合弁のドライブメーカー）が世界初の第3世代光ディスク（当時の「次世代DVD」）のBlu-ray DiscとHD DVDという互換性がない両規格の読み込みに対応するドライブを発売した。

## ロゴマーク

1959 - 1961
1961 - 1962
1962 - 1963
1963 - 1964
1964 - 1965
1965
1965 - 1975
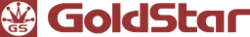
1983- 1995
1995 - 2014
2015 -

## 社名の由来
社名のLGは、もともとのグループ名のLucky-Goldstarの略。これは、LGエレクトロニクスの前身である株式会社金星社（GOLDSTAR）と総合化学メーカーの株式会社ラッキー（樂喜化學工業社、現在のLG化学）が、1995年に経営統合して誕生したブランドである。

## スポンサー活動

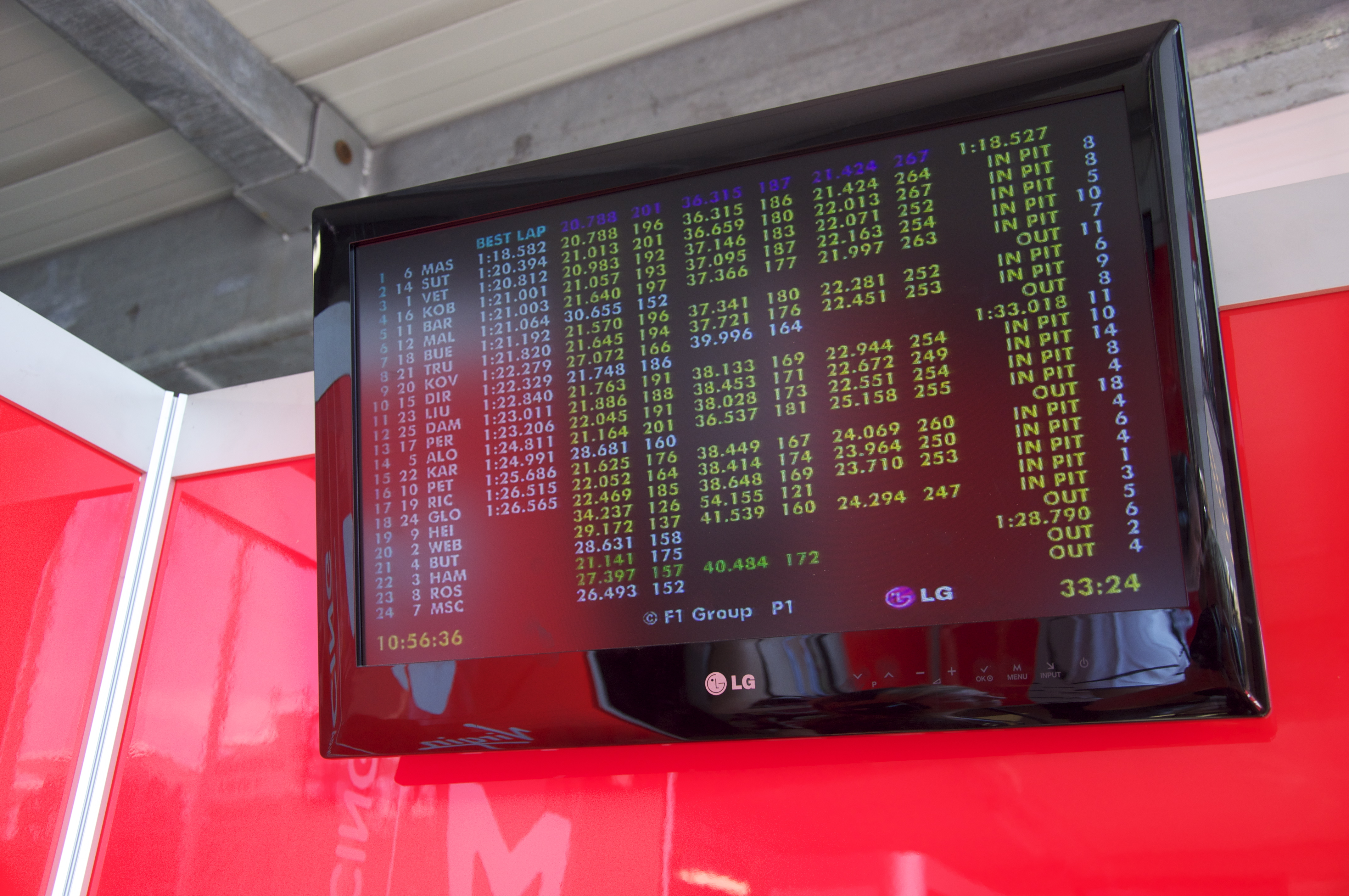
F1タイミングモニター（2011年モナコGPにて）

LGエレクトロニクスは2009年からF1の公式スポンサーになった。
5年契約で契約金はLGエレクトロニクスマーケティング最高責任者によると総額数千万ドルになる。クリケットではICCのコマーシャルパートナーとしても契約している。
サッカーでは、イギリスのプレミアリーグのフラムFC、ブラジルのサンパウロFC、フランスリーグ・アンのオリンピック・リヨン、またアジアサッカー連盟の公式スポンサーになっている。
LGグループには韓国プロ野球のLGツインズ、韓国バスケットボールリーグ（KBL）のLGセーカーズ（LG SAKERS）が存在する。

## 主要生産品目・情報通信事業
- メディア機器
  - パソコン
  - モバイルパソコン
  - 液晶テレビ
  - プラズマテレビ

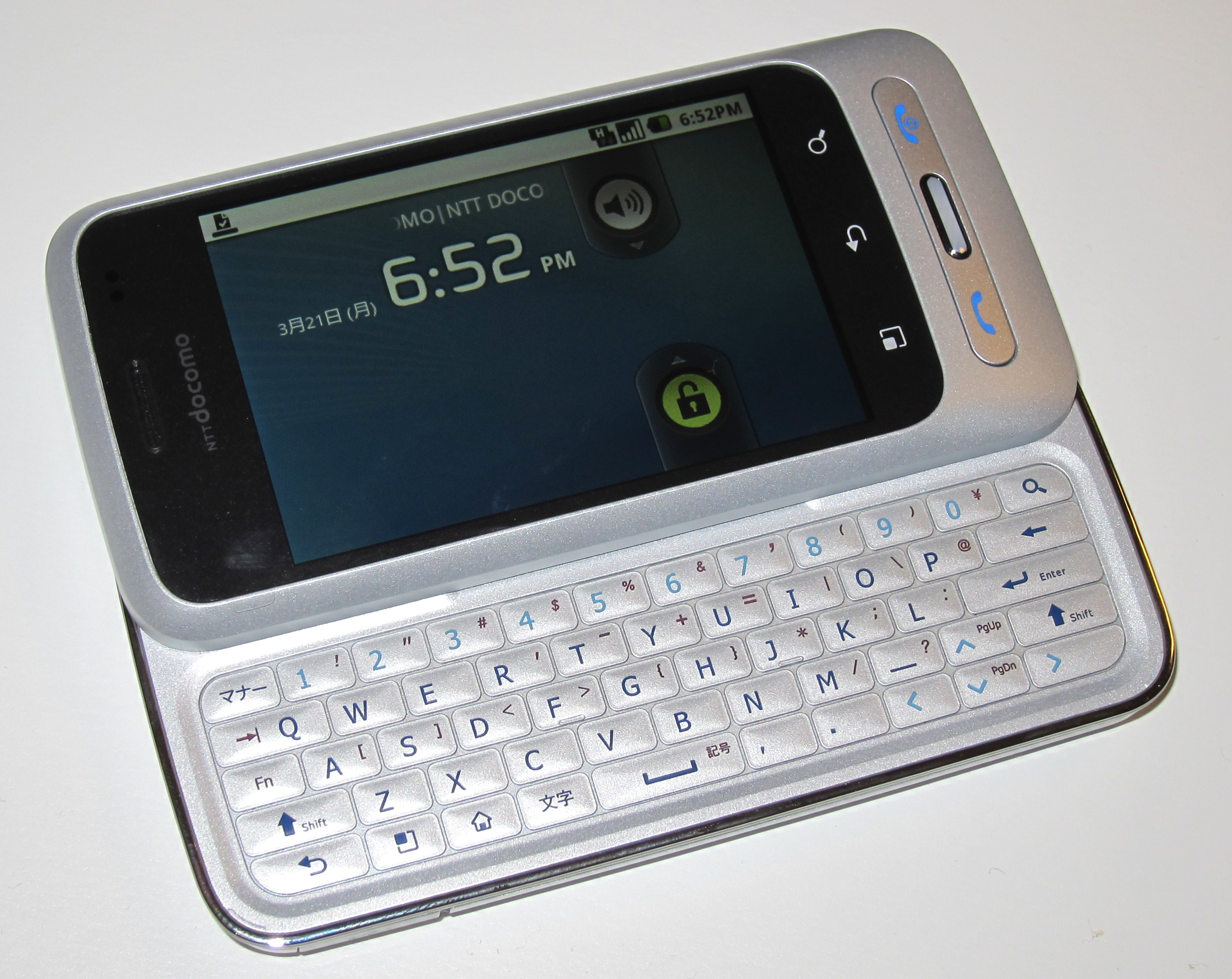
ドコモ スマートフォン Optimus Chat（L-04C）

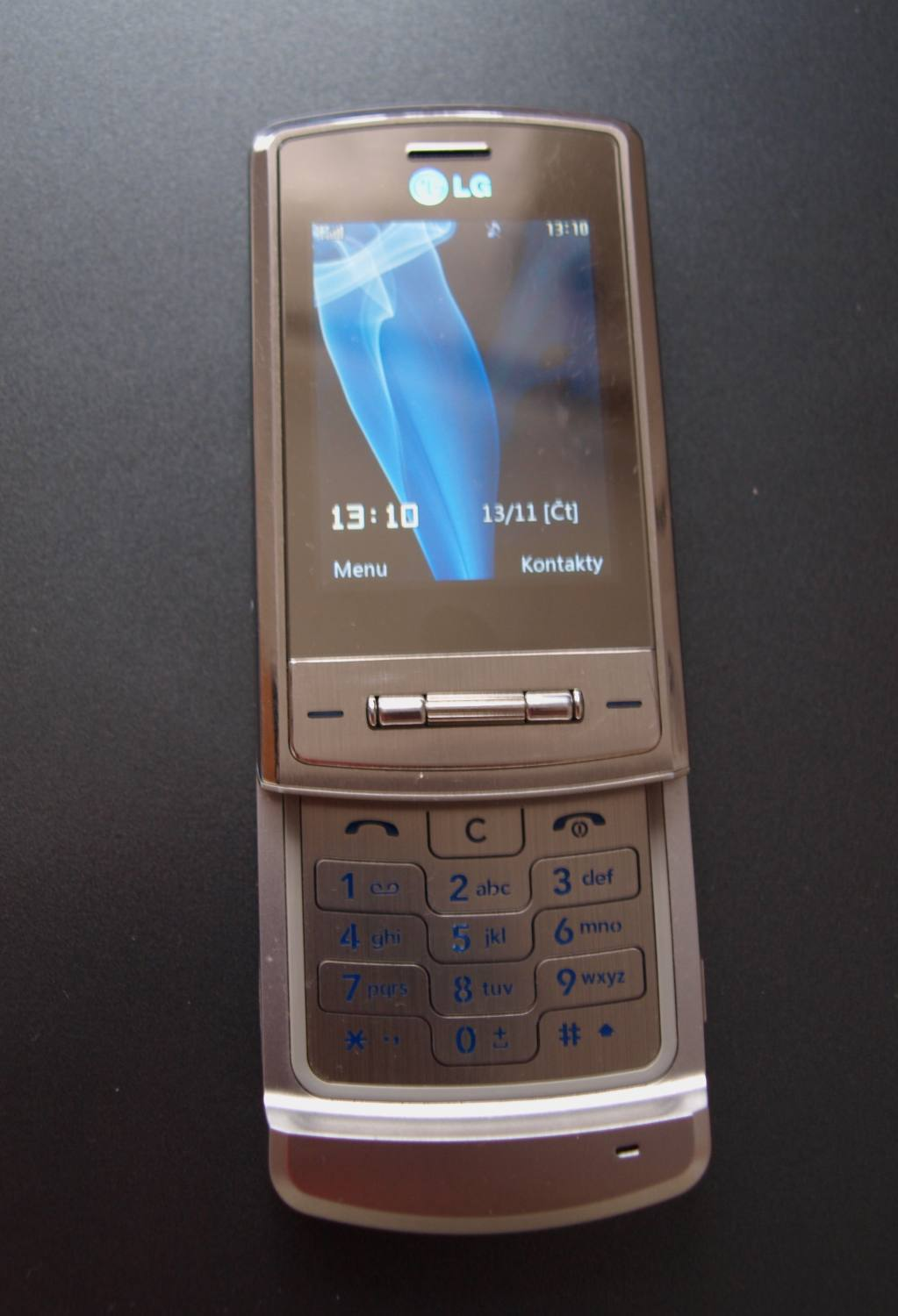
LG KE970

  - ブラウン管テレビ（本体裏には金星ジャパンという表記あり。安価な押しボタン式のテレビであったため旅館やホテルに設置されることが多かった。日本では1980年代より日立ブランドとして14型カラーテレビなどを供給していた。）
  - 液晶モニター
  - CRTモニター
  - データストレージドライブ
  - ブルーレイHD-両規格レコーダー&プレイヤー
  - HDD-DVDレコーダー&プレイヤー
  - ホームシアター
  - ゼネラルオーディオ（日本では1986年頃より日立ブランドとしてラジカセ等を供給していた）
  - デジタル記憶メディア
  - ビデオテープ
  - 家庭用ゲーム機（MSX、3DOのみ販売）
- 家電
  - 冷蔵庫
  - 電子レンジ
  - エアコン
  - 食器清浄機
  - 掃除機
  - 冷蔵庫用コンプレッサーなど
  - セキュリティー機器
  - 照明機器（LED器具など）
- 情報通信
  - 携帯電話
  - 衛星端末
  - スマートフォン
  - モバイルWi-Fiルーター
  - IMT-2000端末機など
  - TDX交換機
  - STAREX交換機
  - 光交換機
  - 先端情報ビルディングシステム（IBS）構築
  - システム統合サービス（SI）
- 水処理事業

## 展開中の主な事業・製品

### 液晶テレビ・有機ELテレビ
現在、展開している商品には明確なブランド名がなく、画面の特徴をブランド名にしている。
LG OLED evo TV/LG OLED TV/LG QNED MiniLED TV/LG NanoCell TV/LG UHD TVを展開している。
- 2010年
  - LX9500 series (フルHD、3D、LED液晶)
  - LE8500 series (フルHD、LED液晶)
  - LE7500 series (フルHD、LED液晶)
  - LE5500 series (LED液晶)
  - LE5300 series (LED液晶)
- 2019年
  - LG SIGNATURE OLED Z9Pシリーズ (8K、OLED、4Kチューナー搭載・受注生産モデル)
  - LG SIGNATURE OLED W9Pシリーズ (4K、OLED、4Kチューナー搭載)
  - OLED E9Pシリーズ (4K、OLED、4Kチューナー搭載)
  - OLED C9Pシリーズ (4K、OLED、4Kチューナー搭載)
  - OLED B9Pシリーズ (4K、OLED、4Kチューナー搭載)
  - LG NanoCell TV SM9000Pシリーズ (4K、直下型LED、IPS液晶、4Kチューナー搭載)
  - LG NanoCell TV SM8600Pシリーズ (4K、エッジ型LED、IPS液晶、4Kチューナー搭載)
  - LG NanoCell TV SM8100Pシリーズ (4K、エッジ型LED、IPS液晶、4Kチューナー搭載)
  - UM7500Pシリーズ (4K、IPS液晶、4Kチューナー搭載)
  - UM7100Pシリーズ (4K、IPS液晶、4Kチューナー搭載)
- 2020年
  - LG SIGNATURE OLED ZXシリーズ (8K、OLED、8K/4Kチューナー搭載・受注生産モデル)
  - LG SIGNATURE OLED WXシリーズ (4K、OLED、4Kチューナー搭載)
  - OLED GXシリーズ (4K、OLED、4Kチューナー搭載)
  - OLED CXシリーズ (4K、OLED、4Kチューナー搭載)
  - OLED BXシリーズ (4K、OLED、4Kチューナー搭載・数量限定モデル)
  - LG NanoCell TV NANO99シリーズ (8K、直下型LED、IPS液晶、8K/4Kチューナー搭載)
  - LG NanoCell TV NANO95シリーズ (8K、直下型LED、IPS液晶、8K/4Kチューナー搭載)
  - LG NanoCell TV NANO91シリーズ (4K、直下型LED、IPS液晶、4Kチューナー搭載)
  - LG NanoCell TV NANO86シリーズ (4K、エッジ型LED、IPS液晶、4Kチューナー搭載)
  - UN8100シリーズ (4K、直下型LED、IPS液晶、4Kチューナー搭載・Amazon限定モデル)
  - UN7400シリーズ (4K、直下型LED、IPS液晶、4Kチューナー搭載)
  - UN7100シリーズ (4K、直下型LED、VA液晶、4Kチューナー搭載・コストコ限定モデル)
- 2021年
  - LG SIGNATURE OLED Z1シリーズ (8K、OLED、8K/4Kチューナー搭載・受注生産モデル)
  - OLED evo G1シリーズ (4K、OLED、4Kチューナー搭載)
  - OLED C1シリーズ (4K、OLED、4Kチューナー搭載)
  - OLED A1シリーズ (4K、OLED、4Kチューナー搭載)
  - LG QNED MiniLED TV QNED99シリーズ (8K、直下型ミニLED、量子ドットフィルター+IPS倍速液晶、8K/4Kチューナー搭載)
  - LG QNED MiniLED TV QNED90シリーズ (4K、直下型ミニLED、量子ドットフィルター+IPS倍速液晶、4Kチューナー搭載)
  - LG NanoCell TV NANO96シリーズ (8K、直下型LED、IPS液晶、8K/4Kチューナー搭載)
  - LG NanoCell TV NANO90シリーズ (4K、直下型LED、IPS倍速液晶、4Kチューナー搭載)
  - LG NanoCell TV NANO85シリーズ (4K、エッジ型LED、VA倍速液晶、4Kチューナー搭載)
  - LG NanoCell TV NANO76シリーズ (4K、直下型LED、IPS液晶、4Kチューナー搭載)
  - UP8000シリーズ (4K、直下型LED、IPS液晶、4Kチューナー搭載)
  - UP7700シリーズ (4K、直下型LED、IPS液晶、4Kチューナー搭載・ケーズデンキ限定モデル)

### オーディオ
- LG XBOOM
- LG SoundBar（テレビ用スピーカー・サウンドバー）
- LG ToneFree（ワイヤレスイヤホン）

### 洗濯機
- WD-S85KP (ドラム型)
- 2018年
  - LG SIGNATURE SGDW18HP (上部にスチーム機能、ヒートポンプ乾燥、洗剤・柔軟剤自動投入機能、円形タッチパネル液晶搭載の洗濯容量11kg/乾燥容量6kgのドラム式洗濯乾燥機、下部に2kgの攪拌式ミニ洗濯機を備える・販売店舗限定モデル)
  - LG DUALWash Steam DULW18H3VJ・WJ (上部にスチーム機能搭載の洗濯容量11kg/乾燥容量6kgのドラム式洗濯乾燥機、下部に2kgの攪拌式ミニ洗濯機を備える・販売店舗限定モデル)
    - FG1611H2V・W (スチーム機能搭載の洗濯容量11kg/乾燥容量6kgのドラム式洗濯乾燥機。上記のDULW18H3VJ・WJから撹拌式ミニ洗濯機を省いたモデル・販売店舗限定モデル)

  - LG DUALWash DULW18H3WJN (上部に洗濯容量11kg/乾燥容量6kgのドラム式洗濯乾燥機、下部に2kgの攪拌式ミニ洗濯機を備える・販売店舗限定モデル)
    - FG1611H2 (洗濯容量11kg/乾燥容量6kgのドラム式洗濯乾燥機。上記のDULW18H3WJNから撹拌式ミニ洗濯機を省いたモデル・販売店舗限定モデル)

### 衣類スチーマー&乾燥機
- LG Styler

### 掃除機
- LG CordZero (コードレス掃除機)

### パソコン
- LG gram (モバイルノート)
- LG Ultra PC (ノートパソコン)

### モニター
- LG UltraFine
- LG UltraGear (ゲーミング向けモニター)
- LG UltraWide (21:9または曲面モニター)
- LG DualUp (16:18)
  - 28MQ780[12][13][14][15]
    - 28MQ780-B[16][17][18][19][20][21][22][23][24][25][26][27][28]

## 過去に展開していた事業・製品

### 携帯電話
シリーズの端末は以下を参照
『LG G series』
『LG Optimus』

#### 日本国外
- chocolate
  - KE800
  - KG800
  - KV5900
  - TG800
  - U830
  - VX8500
  - VX8550
- Shine
  - KE970
  - U970
- SECRET

#### 日本市場向け

##### NTTドコモ向け
- フィーチャーフォン
  - SIMPURE L
  - SIMPURE L1
  - SIMPURE L2

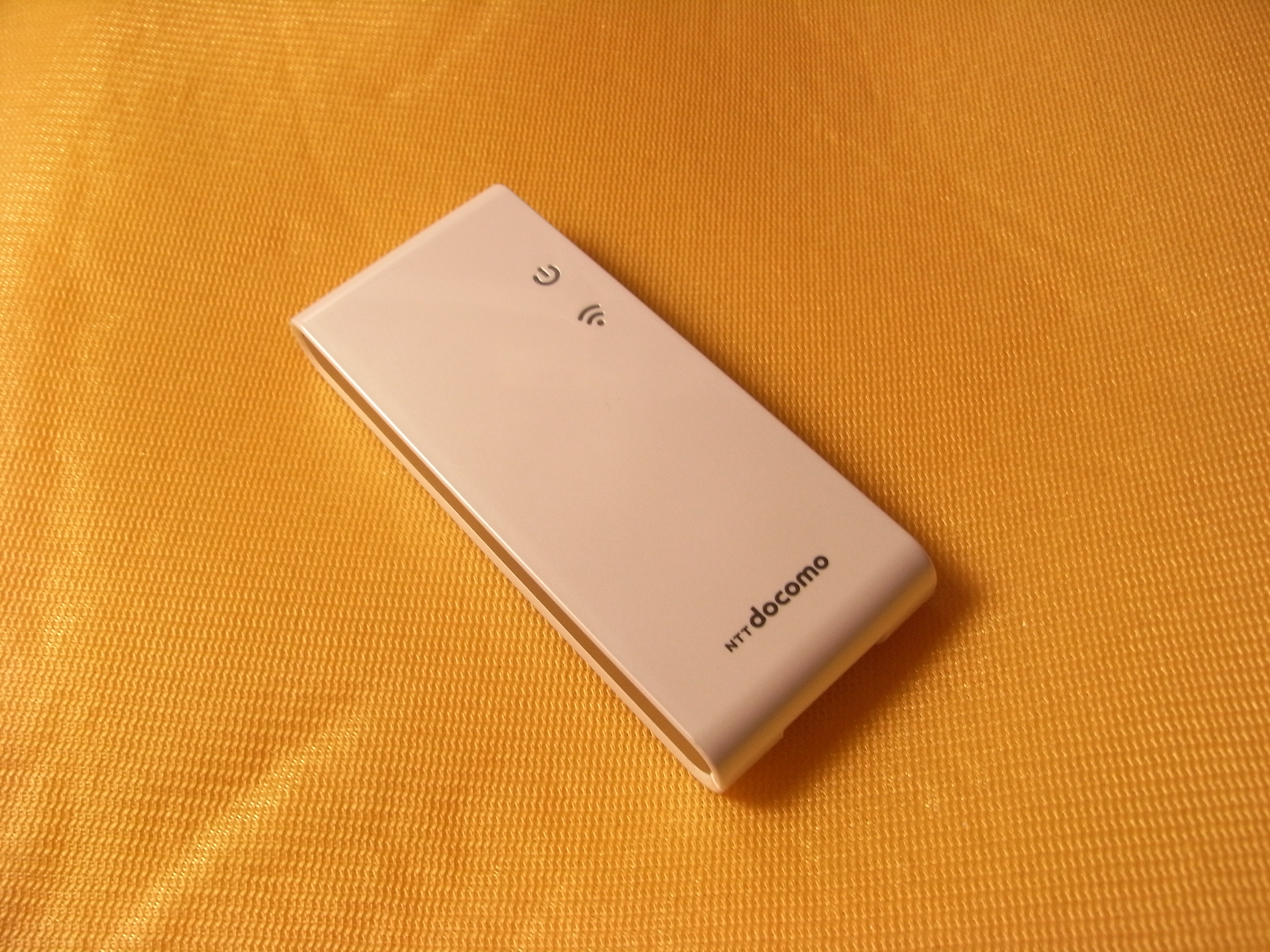
データ端末L-02A

  - L704i - chocolateがベース
  - L705i
  - L705iX - Shineがベース
  - L706ie
  - L852i - 『PRADA Phone by LG』ブランドより発売。
  - docomo PRIME series
    - L-01A - SECRETがベース
    - L-06A

  - docomo STYLE series
    - L-03A
    - L-04A
    - L-01B
    - L-02B
    - L-03B
    - L-04B
    - L-01C
    - L-10C

  - docomo PRO series
    - L-03C - 光学3倍ズームデジタルカメラ携帯
- ドコモ スマートフォン
  - L-02D - 『PRADA Phone by LG』ブランドから発売されたモデル。
- ドコモ スマートフォン(第2世代)
  - LG style L-03K
  - LG style 2 L-01L
  - LG style 3 L-41A
- Disney Mobile
  - DM-01G - LG G3がベース
  - DM-02H
  - DM-01K
- データ通信カード
  - L-02A
  - L-05A
  - L-07A
  - L-02C - 日本初の第3.9世代移動通信システム、Long Term Evolution（LTE）通信サービスXi（クロッシィ）端末。
  - L-08C
  - L-03D - Xi対応
- モバイルWi-Fiルーター
  - L-09C - 日本初のLong Term Evolution（LTE）通信サービスXi対応のモバイルWi-Fiルーター。
  - L-04D - Xi対応

##### KDDI・沖縄セルラー電話連合（各auブランド）向け
- Qua phone PX - au向けのミッドレンジモデル。
- Qua tab PX - au向けのミッドレンジタブレット。海外向けにはLG G Pad X 8.0として発売。
- LG it LGV36

##### ソフトバンク向け
- LG K50

##### ソフトバンク（Y!mobileブランド）向け
- Spray 402LG - LG F60がベース。

##### その他
- Nexusシリーズ
  - Nexus 4 - Optimus Gベース。
  - Nexus 5 - Nexus 4の後継機種。LG G2ベース。
  - Nexus 5X - Nexus 5の後継機種。Nexus 6Pと同時発売。
- Wine Smart (LGS01) - 日本国内ではジュピターテレコム（J:COM）のMVNO事業（J:COM MOBILE）向けに供給された、フィーチャーフォン風の外見をもつ折りたたみ型スマートフォン。

### 家庭用ゲーム機

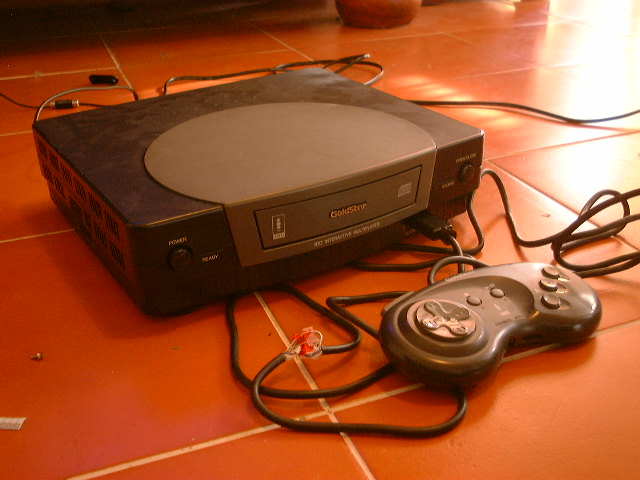
3DO ALIVE

- MSX
- 3DO ALIVE

### 太陽電池
- ソーラーパネル - 2022年撤退[29]

## 韓国内の工場
- 忠清北道清州市
- 慶尚北道亀尾市
- 慶尚南道昌原市
- 京畿道平沢市（HLDS含む/日本国内向けの携帯電話端末もこちらで製造）
- 京畿道坡州市（LGディスプレイ）

## 日本法人

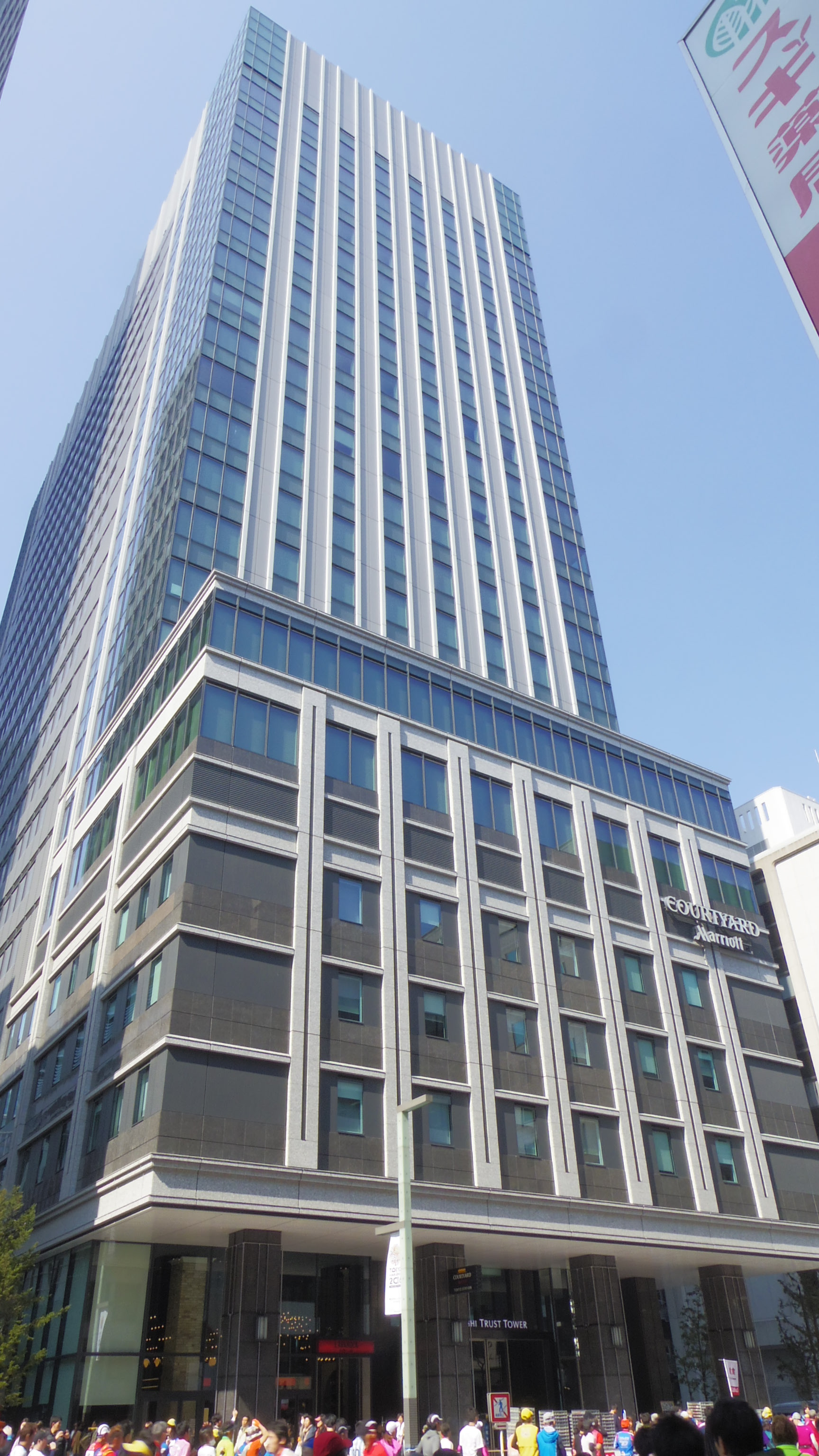
京橋トラストタワー

LGエレクトロニクスの完全子会社、LG Electronics Japan株式会社（LGエレクトロニクス・ジャパン、LG Electronics Japan Inc.）。本社は東京都中央区京橋の京橋トラストタワー15階（2014年に赤坂ツインタワーから移転）。代表取締役は孫 成周。株主は韓国LGエレクトロニクスの100%出資。
2021年11月、横浜市西区高島に地上16階・地下2階建て（高さ約90m）となる同社グループの研究開発拠点ビル「LG YOKOHAMA INNOVATION CENTER（LG横浜イノベーションセンター、略称: LG YIC）」が完成し（中層階の3〜9階に同社グループの研究室を配置）、2022年2月1日には日本において研究開発を担うグループ企業のLG Japan Labが、品川シーサイド（グラスキューブ品川）からビル内7階に本社を移転している。なお、高層階（10〜15階）は賃貸オフィスフロアとなっており、ビル2階にはビジネスカンファレンス・複合コミュニケーション施設「EBC HALL」を併設、またビル1階には同社グループの体験型施設「YUMESAKI GALLERY（ユメサキギャラリー）」（入場無料）も同年3月1日にオープンしている。

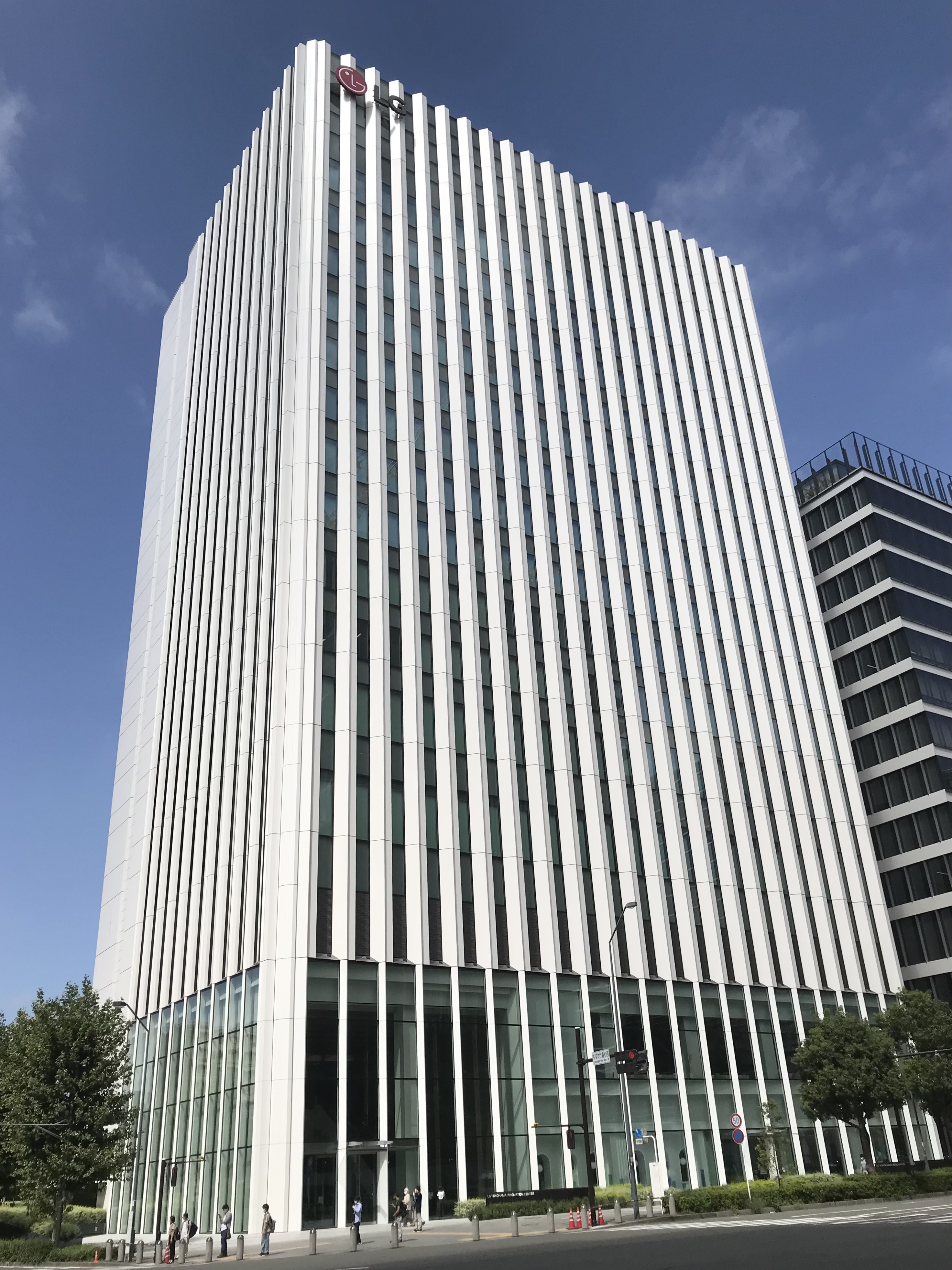
LG YOKOHAMA INNOVATION CENTER
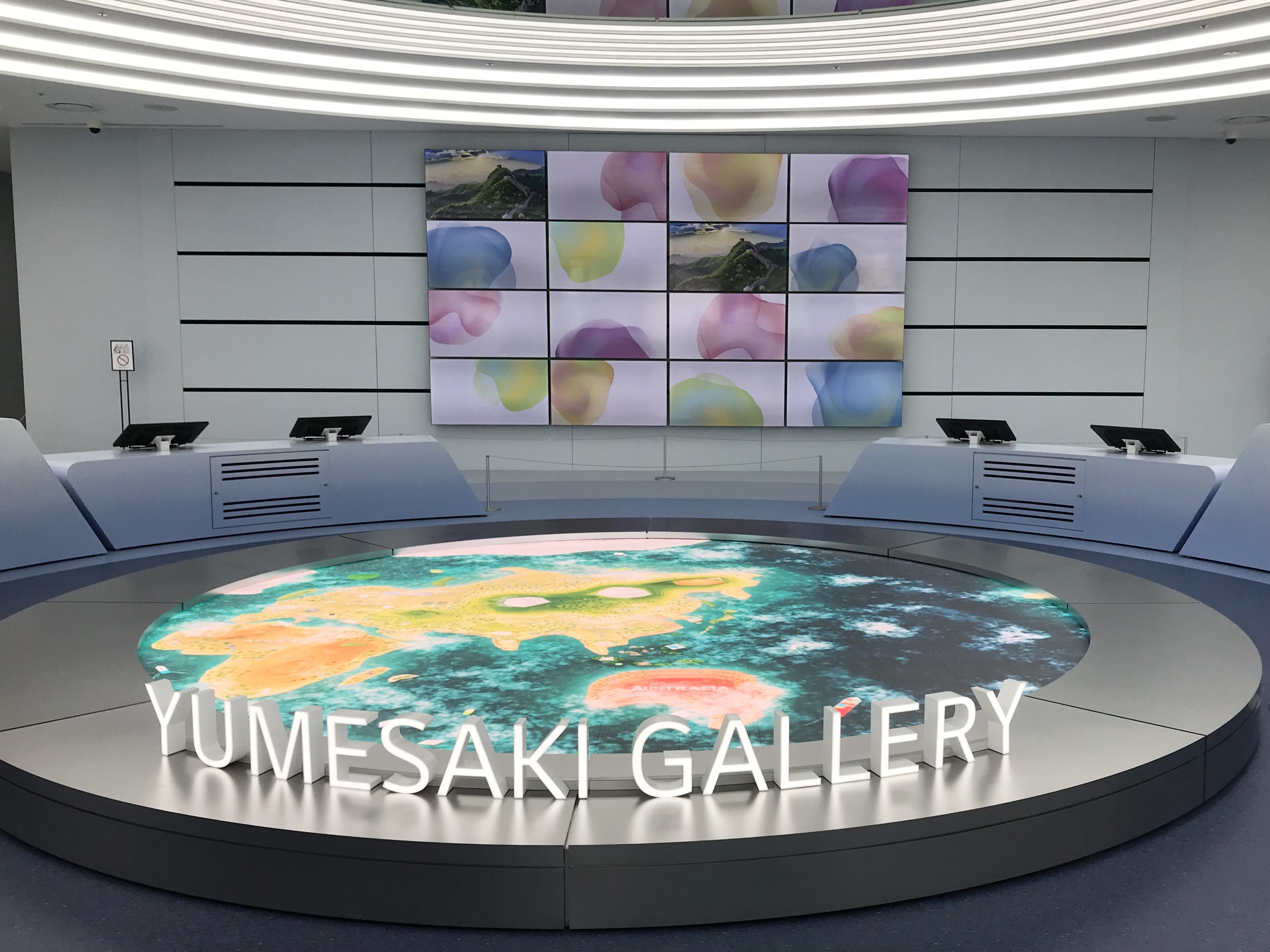
YUMESAKI GALLERY

## 日本でのCMに出演のタレント
- IKKO - LG Style 3 及び LG VELVETのWeb CMに出演。
- 水嶋ヒロ - ノートパソコン LG gramシリーズのWeb CMに出演
- 米倉涼子
- 平井堅 - L705iXのCMに出演。
- 蒼井優
- 温水洋一
- KARA
- 向井理 - ドコモ向けOptimusシリーズのCMに出演。
- 川口春奈 - au向けisaiシリーズ（LGL22、およびLGL24）のCMに出演。
- 花澤香菜 - isai beat（LGV34）のCMに出演。
- 冨田ラボ
- 椎名林檎 - isai VL（LGV31）のCMに出演。

## 事件・不祥事
- 2014年9月3日昼、国際コンシューマ・エレクトロニクス展（IFA 2014）開催前のドイツのベルリンにおいて、LG電子のホームアプライアンス事業本部長である趙成珍（チョ・ソンジン）が、部下と共に家電量販店サターンのヨーロッパセンター（ドイツ語版）店を訪れ、サムスン電子製洗濯機の蓋ヒンジ部を破壊し、蓋を閉じられなくした。その犯行は防犯カメラにて確認され、店は警察に通報。役員と部下は逮捕された[41]。
  - また、数キロ先の別店舗シュテーグリッツ店においてもサムスン製クリスタルブルー洗濯機3台が同じ形での破壊が確認され、その模様は防犯カメラに記録されているとサムスン電子は主張している[42]。本件は、サムスン電子により韓国内にて業務妨害や器物損壊などの告訴がなされ、2014年12月26日、ソウル中央地検によりLG電子本社の家宅捜索が行われた[43]。
- 2017年7月31日に、イスラエルのチェック・ポイント・ソフトウェア・テクノロジーズがスマート家電制御アプリ｢SmartThinQ｣にハッキングし、ロボット掃除機｢ホームボット｣を乗っ取り内蔵ビデオカメラで盗撮動画を撮影したり、冷蔵庫、オーブン、食洗機、乾燥機、エアコン等のアプリ制御で可能な全デバイスを操作してみせるなどの手段によりセキュリティの問題点を発表。同年9月末に、このアプリをアップデートすることでセキュリティの脆弱性に対処した[44]。